# Pomnik poległych w I wojnie światowej mieszkańców Maszewa

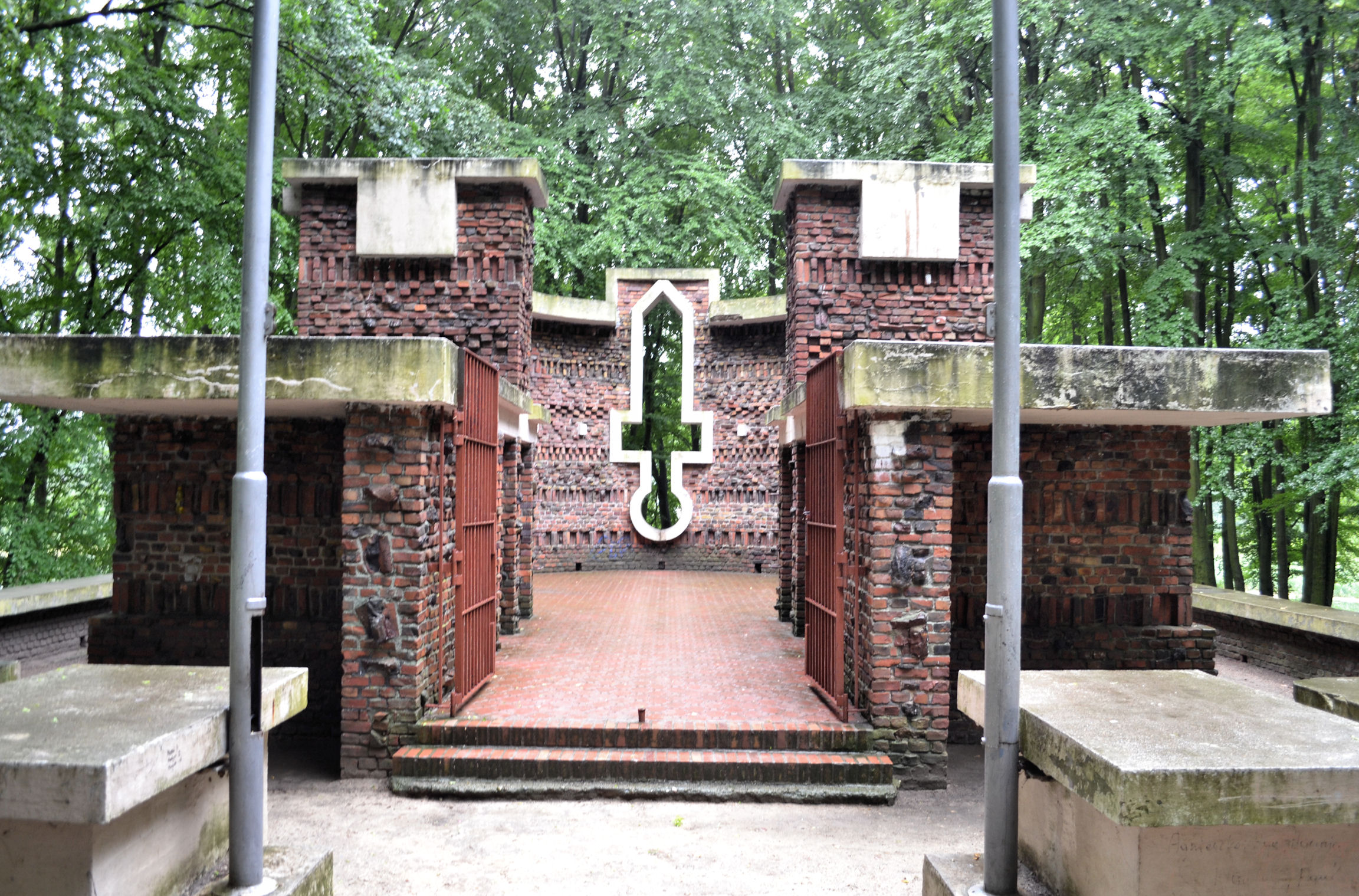

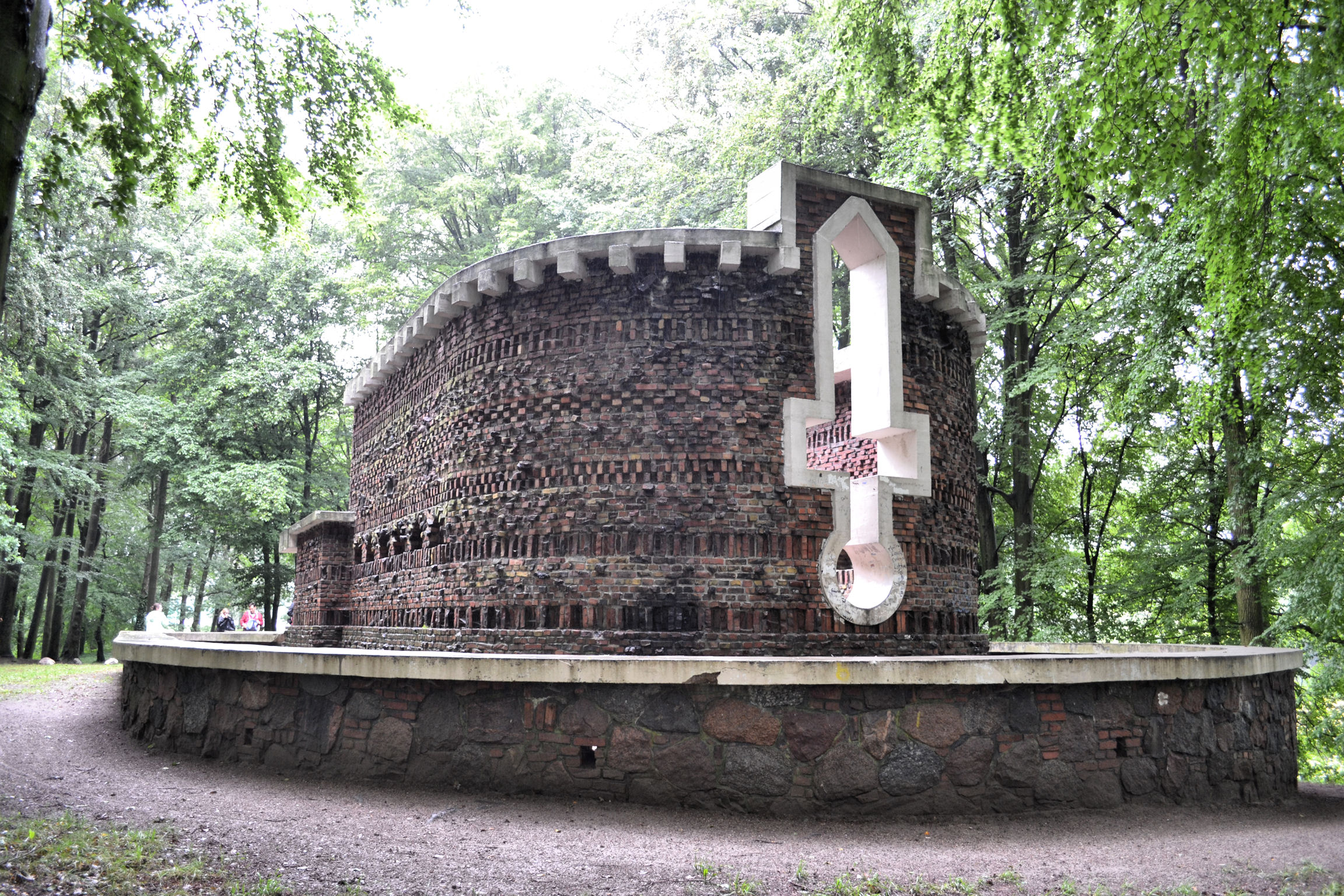

Pomnik poległych w I wojnie światowej mieszkańców Maszewa - modernistyczny monument powstały w latach dwudziestych XX wieku na przedmieściach Maszewa w woj. zachodniopomorskim. Jest jedną z największych i najoryginalniejszych tego typu budowli na Pomorzu Zachodnim. 

## Historia
Pomniki poświęcone ofiarom I wojny światowej były powszechnie wznoszone na terenie Niemiec. Niemal w każdej wsi czy miasteczku powstał tego typu pomnik. Zwykle lokowano je w centrum miejscowości, np. na głównym placu, przy kościele, na cmentarzu itp. Najczęściej były to skromne pomniki w formie niewielkiego obelisku lub głazu z wyrytymi nazwiskami mieszkańców danej miejscowości poległych na frontach I wojny światowej.
Pomnik w Maszewie nie stosuje się do opisanych wyżej reguł bowiem znajduje się na dalekich przedmieściach miasta, został zbudowany z wyjątkowym rozmachem (biorąc pod uwagę, że powstał w miejscowości liczącej ok. 3 000 mieszkańców), nie ma na nim tablic z nazwiskami poległych.
Wybudowano go w 1926 roku z inicjatywy ówczesnej Rady Miasta Maszewa. Po wojnie pomnik popadł w ruinę. Odremontowany został w 1993 przy współudziale strony niemieckiej.

## Opis
Pomnik ma formę niezadaszonej budowli, której ściany oglądane z góry tworzą kształt litery "U". Półkoliste zamknięcie budowli posiada otwór (okno) w kształcie wzniesionego do góry miecza. Ściany budowli wykonane są z ułożonych w sposób dekoracyjny nieotynkowanych cegieł. Zwieńczenie ścian zdobi pseudokrenelaż. Podczas remontu w 1993 na ścianach pomnika umieszczono dwie tablice (jedną w języku polskim, drugą w języku niemieckim) o następującej treści: 

Dla pokojowego współżycia (ku pamięci niemieckim i polskim ofiarom z Wojen Światowych 1914-1918, 1939-1945), żyjącym ku przestrodze i pojednaniu /w 1926 roku w Maszewie zbudowany/ w 1993 roku w Maszewie, w niemiecko-polskim współdziałaniu restaurowany.